# Wasilij Biskupski
Wasilij Wiktorowicz Biskupski, ros. Василий Викторович Бискупский (ur. 15 kwietnia?/27 kwietnia 1878 w Tomsku, zm. 18 czerwca 1945 w Nowym Jorku) – rosyjski wojskowy (generał major) i emigracyjny działacz kontrrewolucyjny, monarchista, współpracował z Niemcami podczas II wojny światowej.

## Życiorys
W 1895 r. ukończył 2 korpus kadetów, zaś w 1897 r. nikołajewską szkołę kawaleryjską. Dostał przydział do kawaleryjskiego pułku lejbgwardii. Od 1904 r. służył w 2 dagestańskim pułku kawalerii. Uczestniczył w wojnie rosyjsko-japońskiej; był ciężko ranny. W lutym 1913 r. w stopniu pułkownika został odesłany do rezerwy. Zajmował się krótko handlem na Dalekim Wschodzie. Ponownie zmobilizowany brał udział w I wojnie światowej. Od 27 grudnia 1914 r. dowodził 1 moskiewskim pułkiem dragonów lejbgwardii, od 24 marca 1915 r. w stopniu generała majora, od stycznia 1917 r. – I brygadą 3 dywizji kawalerii, zaś od marca tego roku – całą dywizją. Był odznaczony Orderem Św. Jerzego 4 klasy. Wiosną 1918 r. przeszedł na służbę do ukraińskich wojsk hetmana Pawło Skoropadskiego. 29 kwietnia tego roku objął dowodzenie ukraińską armią, którą sprawował do 18 grudnia. 20 lipca został dowódcą ukraińskiej 1 dywizji kawalerii. Na pocz. grudnia starł się z wojskami atamana Hryhorjewa, nacierającymi pod sztandarami Ukraińskiego Dyrektoriatu na Odessę. W 1919 r. wyemigrował do Niemiec. Starał się bezskutecznie o przejęcie dowództwa ochotniczego korpusu gen. Rüdigera von der Goltza w państwach bałtyckich, obiecując zaatakowanie Moskwy. Stanął na czele proniemieckiego Zachodniorosyjskiego Przedstawicielstwa. W marcu 1920 r. uczestniczył w nieudanym puczu Kappa-Lüttwitza. Po jego upadku zbiegł wraz z gen. Erichem Ludendorffem i starał się sformować „kontrrewolucyjną armię”, złożoną z Niemców, Rosjan, Węgrów i Włochów, która doprowadziłaby do restauracji monarchii w krajach Środkowej Europy, w tym też w Rosji. Od końca 1920 r. należał do organizacji „Возрождение” („Aufbau”), skupiającej białych Rosjan i Niemców. Po pewnym czasie stanął na jej czele, sprawując tę funkcję do listopada 1923 r. W okresie międzywojennym był jednym z ideologów tzw. „rosyjskiego faszyzmu”. Mieszkał w Monachium, gdzie w 1923 r. udzielił schronienia nazistom, w tym Adolfowi Hitlerowi. Przy jego pomocy został później kierownikiem placówki dla rosyjskich emigrantów w Charlottenburgu, działającego pod nadzorem Gestapo, zaś w maju 1936 r. – dyrektorem Vertauenstelle für Russische Fluchtlinge w Berlinie. Jednocześnie pełnił funkcję doradcy w ministerstwie spraw wewnętrznych III Rzeszy. Podczas wojny stawiał jednak nie na A. Hitlera, który – według niego – nie rozumiał znaczenia rosyjskiej emigracji w walce z Sowietami, ale na inne środowiska nazistowskie. Pod koniec wojny A. Hitler odsunął go na boczny tor za nie zgadzanie się z niemiecką polityką w stosunku do jeńców wojennych z Armii Czerwonej. Według części źródeł W.W. Biskupski był zaangażowany w spisek przeciwko A. Hitlerowi w 1944 r. Po zakończeniu wojny wyjechał do USA. Był odznaczony Orderem Świętego Jerzego IV klasy, Orderem Świętego Włodzimierza IV klasy, Orderem Świętej Anny II, III i IV klasy i Orderem Świętego Stanisława II i III klasy.